# Kwahu ouest
Le district de Kwahu ouest est un district Ghanéen dans la Région orientale.